# Joan Giraud d'Astròs

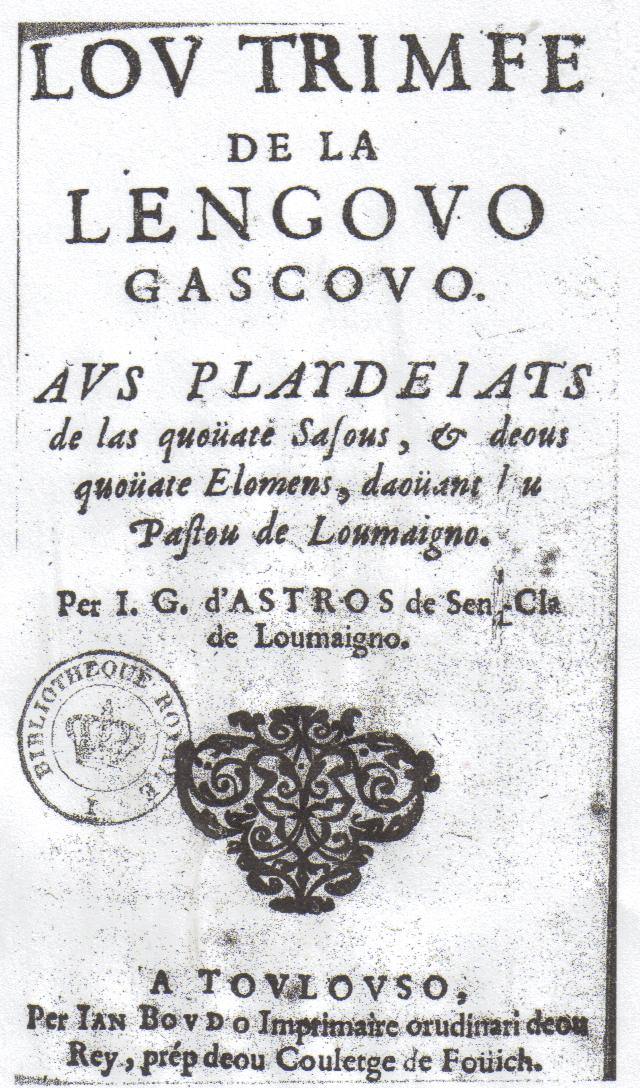

Joan Giraud d'Astròs (en francés: Jean-Geraud d'Astros; Jandourdis, Gascuña, 1594 - 1648) fue un escritor de idioma occitano (en su dialecto gascón) y un cura. Su obra más famosa es el poema Lou Trimfe de la lenguo gascouo (Lo Trimfe de la lengua gascoa en norma clásica) de 1642.